# Ginkgoales
Ordinul Ginkgoales cuprinde un singur gen și anume Ginkgo. 

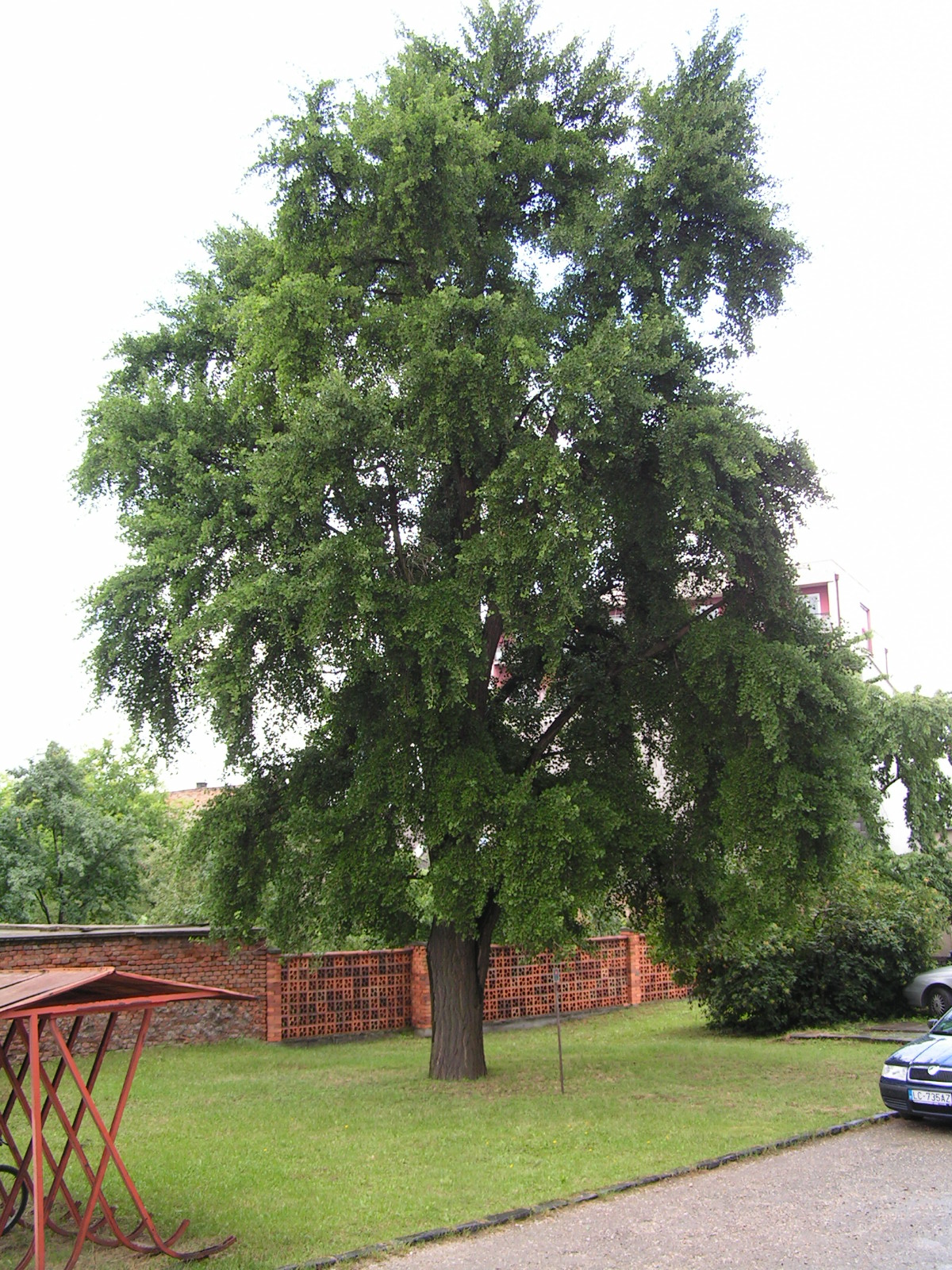
Gingko biloba în Lucenec (Slovacia)